# Okres Zalaszentgrót

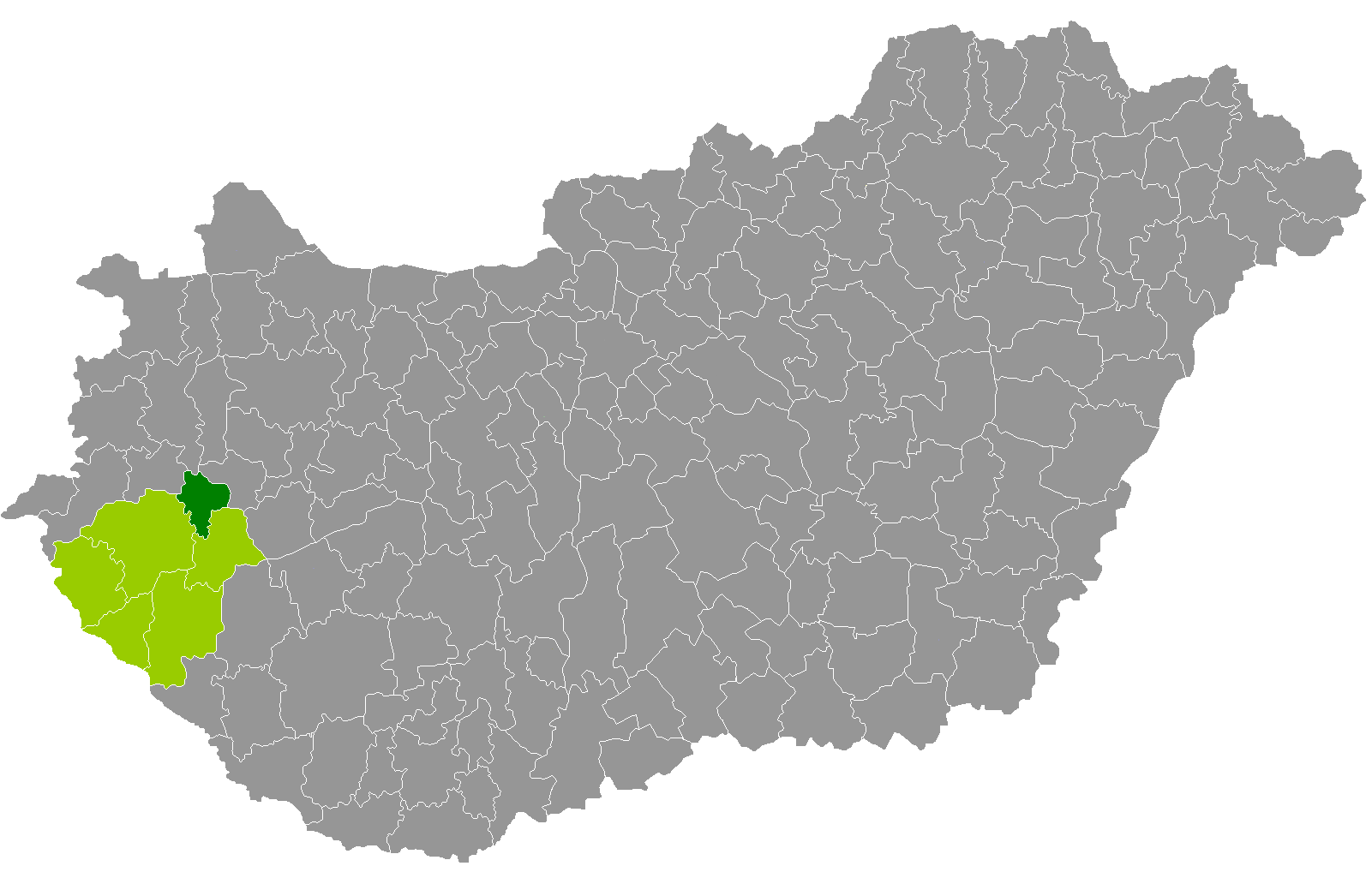
Okres Zalaszentgrót

Okres  Zalaszentgrót (maďarsky Zalaszentgróti járás) se nachází v župě Zala v Maďarsku. Město Zalaszentgrót je od roku 2013 sídlem okresního úřadu. Rozloha okresu je 282,56 km² a podle údajů z roku 2013 zde žilo 15 518 lidí. Obyvatelé se živí převážně zemědělstvím a chovem dobytka.
Celý okres je tvořen jedním městem (Zalaszentgrót) a devatenácti obcemi. V tabulce je počet obyvatel v lednu 2013.
| Jméno obce    | Typ obce  | Počet obyvatel |  |  |  | Jméno obce      | Typ obce | Počet obyvatel |
| ------------- | --------- | -------------- |  |  |  | --------------- | -------- | -------------- |
| Zalaszentgrót | okr.město | 6 634          |  |  |  | Óhíd            | obec     | 609            |
| Batyk         | obec      | 391            |  |  |  | Pakod           | obec     | 891            |
| Döbröce       | obec      | 63             |  |  |  | Sénye           | obec     | 35             |
| Dötk          | obec      | 27             |  |  |  | Sümegcsehi      | obec     | 629            |
| Kallósd       | obec      | 91             |  |  |  | Szalapa         | obec     | 208            |
| Kehidakustány | obec      | 1 218          |  |  |  | Tekenye         | obec     | 407            |
| Kisgörbő      | obec      | 165            |  |  |  | Türje           | obec     | 1 638          |
| Kisvásárhely  | obec      | 44             |  |  |  | Zalabér         | obec     | 705            |
| Mihályfa      | obec      | 368            |  |  |  | Zalaszentlászló | obec     | 857            |
| Nagygörbő     | obec      | 166            |  |  |  | Zalavég         | obec     | 372            |